# 沈家河水库
沈家河水库是中国宁夏回族自治区固原市原州区境内的一座水库，位于清水河上，建于1959年。水库正常库容为3540万立方米，集雨面积为313平方千米，海拔为1641米。

## 地理位置
- 东经106°15′～106°17′
- 北纬36°04′～36°08′